# Bechati
Bechati est une localité du Cameroun située dans le département du Lebialem et la Région du Sud-Ouest. Elle fait partie du canton du même nom et de l'arrondissement de Wabane.

## Population
Lors du recensement de 2005, Bechati comptait 4 065 habitants (13 598 pour l'ensemble du canton).

## Environnement
La forêt de Bechati se trouve dans une zone montagneuse qui abrite près de 10 % de la population restante de Gorilla gorilla diehli, une espèce de primate très menacée, notamment par le braconnage.